# Pterostichus hypogeus
Pterostichus hypogeus är en skalbaggsart som beskrevs av Barr. Pterostichus hypogeus ingår i släktet Pterostichus och familjen jordlöpare. Inga underarter finns listade i Catalogue of Life.